# Liste der Einträge im National Register of Historic Places im Phillips County (Arkansas)

Lage des Phillips Countys in Arkansas

Die Liste der Einträge im National Register of Historic Places im Phillips County in Arkansas führt die Bauwerke und historischen Stätten im Phillips County auf, die in das National Register of Historic Places aufgenommen wurden.

## Legende
| NRHP | Historic Place             |
| HD   | Historic District          |
| NHL  | National Historic Landmark |

## Aktuelle Einträge
| [ 2 ] | Name                                            | Bild                                            | Eintragsdatum                                                | Lage | Ort                  | Beschreibung                            |
| ----- | ----------------------------------------------- | ----------------------------------------------- | ------------------------------------------------------------ | --- | -------------------- | --------------------------------------- |
| 1     | Allin House                                     |                                                 | 1973 ID-Nr. 73000383                                         | 515 Columbia Street 34° 31′ 38″ N, 90° 35′ 30″ W                                                                                               | Helena - West Helena |                                         |
| 2     | Almer Store                                     |                                                 | 1974 ID-Nr. 74000488                                         | 824 Columbia Street 34° 31′ 42″ N, 90° 35′ 20″ W                                                                                               | Helena-West Helena   |                                         |
| 3     | Altman House                                    |                                                 | 1988 ID-Nr. 87002497                                         | 1202 Perry Street 34° 31′ 47″ N, 90° 35′ 50″ W                                                                                                 | Helena-West Helena   |                                         |
| 4     | Battery A Site, Battle of Helena                |                                                 | 1992 ID-Nr. 92001012                                         | Nordwestlich der Kreuzung Adams Street und Columbia Street 34° 32′ 15″ N, 90° 35′ 33″ W                                                        | Helena-West Helena   |                                         |
| 5     | Battery B Site, Battle of Helena                |                                                 | 1992 ID-Nr. 92001011                                         | Nordöstlich der Kreuzung Liberty Street und Summit Road 34° 32′ 2″ N, 90° 35′ 51″ W                                                            | Helena-West Helena   |                                         |
| 6     | Battery C Site                                  |                                                 | 1978 ID-Nr. 78000615                                         | Clark Street Ecke York Street 34° 31′ 29″ N, 90° 35′ 39″ W                                                                                     | Helena-West Helena   |                                         |
| 7     | Battery D                                       |                                                 | 1974 ID-Nr. 74000489                                         | Military Road 34° 31′ 5″ N, 90° 35′ 22″ W | Helena-West Helena   |                                         |
| 8     | Beech Street Historic District                  |                                                 | 1987 ID-Nr. 86003314                                         | Abgegrenzt durch McDonough Street, Columbia Street, Beech Street, Elm Street, Perry Street und College Street 34° 31′ 38″ N, 90° 35′ 48″ W     | Helena-West Helena   |                                         |
| 9     | Centennial Baptist Church                       |                                                 | 1987 ID-Nr. 03001044 (increase) 87000518 03001044 (increase) | York Street Ecke Columbia Street 34° 31′ 32″ N, 90° 35′ 27″ W                                                                                  | Helena-West Helena   |                                         |
| 10    | Cherry Street Historic District                 | Cherry Street Historic District                 | 1987 ID-Nr. 86003546                                         | Entlang der Cherry Street zwischen Porter Street und Elm Street 34° 31′ 36″ N, 90° 35′ 8″ W                                                    | Helena-West Helena   |                                         |
| 11    | Chicago Mill Company Office Building            |                                                 | 1996 ID-Nr. 96001133                                         | 129 North Washington Street 34° 32′ 39″ N, 90° 39′ 22″ W                                                                                       | Helena-West Helena   |                                         |
| 12    | Coolidge House                                  |                                                 | 1983 ID-Nr. 83001161                                         | 820 Perry Street 34° 31′ 46″ N, 90° 35′ 36″ W                                                                                                  | Helena-West Helena   |                                         |
| 13    | Denison House                                   |                                                 | 1996 ID-Nr. 96001132                                         | 427 Garland Avenue 34° 32′ 44″ N, 90° 38′ 25″ W                                                                                                | Helena-West Helena   |                                         |
| 14    | Estevan Hall                                    |                                                 | 1974 ID-Nr. 74000491                                         | 653 South Biscoe Street 34° 30′ 48″ N, 90° 35′ 37″ W                                                                                           | Helena-West Helena   |                                         |
| 15    | Faust House                                     |                                                 | 1996 ID-Nr. 96001130                                         | 114 Richmond Hill 34° 32′ 36″ N, 90° 38′ 2″ W                                                                                                  | Helena-West Helena   |                                         |
| 16    | First Baptist Church                            |                                                 | 1991 ID-Nr. 91000587                                         | Pine Street Ecke Carruth Street 34° 33′ 26″ N, 90° 54′ 44″ W                                                                                   | Marvell              |                                         |
| 17    | Henry and Cornelia Ford Farm                    |                                                 | 2006 ID-Nr. 06000085                                         | 1335 County Road 249 34° 37′ 12″ N, 90° 42′ 28″ W                                                                                              | Lexa                 |                                         |
| 18    | Gemmill-Faust House                             |                                                 | 1996 ID-Nr. 96001134                                         | 321 St. Andrew's Terrace 34° 32′ 20″ N, 90° 38′ 1″ W                                                                                           | Helena-West Helena   |                                         |
| 19    | Helena Confederate Cemetery                     | Helena Confederate Cemetery                     | 1996 ID-Nr. 96000501                                         | Rund 800 m nördlich der Kreuzung Poplar Street und Adams Street 34° 32′ 30″ N, 90° 35′ 34″ W                                                   | Helena-West Helena   |                                         |
| 20    | Helena Depot                                    |                                                 | 1987 ID-Nr. 87000877                                         | Natchez Street Ecke Missouri Street 34° 31′ 19″ N, 90° 35′ 9″ W                                                                                | Helena-West Helena   |                                         |
| 21    | Helena Library and Museum                       |                                                 | 1975 ID-Nr. 75000400                                         | 623 Peach Street 34° 31′ 42″ N, 90° 35′ 19″ W                                                                                                  | Helena-West Helena   |                                         |
| 22    | Helena National Guard Armory                    |                                                 | 2007 ID-Nr. 06001266                                         | 511 Miller Street 34° 31′ 52,8″ N, 90° 35′ 19″ W                                                                                               | Helena-West Helena   |                                         |
| 23    | Sidney H. Horner House                          | Sidney H. Horner House                          | 1975 ID-Nr. 75000401                                         | 626 Porter Street 34° 31′ 41″ N, 90° 35′ 26″ W                                                                                                 | Helena-West Helena   |                                         |
| 24    | Keesee House                                    |                                                 | 1983 ID-Nr. 83001162                                         | 723 Arkansas Street 34° 31′ 18″ N, 90° 35′ 31″ W                                                                                               | Helena-West Helena   |                                         |
| 25    | Richard L. Kitchens Post No. 41                 |                                                 | 1976 ID-Nr. 76000444                                         | 409 Porter Street 34° 31′ 40″ N, 90° 35′ 16″ W                                                                                                 | Helena-West Helena   |                                         |
| 26    | Little Cypress Creek Bridge                     |                                                 | 1995 ID-Nr. 95000611                                         | Brücke der County Road 66G über dem Little Cypress Creek 34° 33′ 27″ N, 91° 1′ 24″ W                                                           | Postelle             |                                         |
| 27    | Louisiana Purchase Survey Marker                |                                                 | 1972 ID-Nr. 72000206                                         | Südöstlich von Blackston 34° 38′ 48″ N, 91° 3′ 5″ W                                                                                            | Blackton             | Reicht in das Lee und das Monroe County |
| 28    | Maple Hill Cemetery                             |                                                 | 2000 ID-Nr. 00000318                                         | North Holly Street 34° 32′ 35″ N, 90° 35′ 28″ W                                                                                                | Helena-West Helena   |                                         |
| 29    | Mayo House                                      |                                                 | 1997 ID-Nr. 97001513                                         | 302 Elm Street 34° 33′ 28″ N, 90° 54′ 44″ W | Marvell              |                                         |
| 30    | Moore-Hornor House                              |                                                 | 1973 ID-Nr. 73000384                                         | 323 Beech Street 34° 31′ 31″ N, 90° 36′ 8″ W                                                                                                   | Helena-West Helena   |                                         |
| 31    | Myers House                                     |                                                 | 1996 ID-Nr. 96001136                                         | 221 St. Andrew's Terrace 34° 32′ 27″ N, 90° 38′ 0″ W                                                                                           | Helena-West Helena   |                                         |
| 32    | Nelson House                                    |                                                 | 1996 ID-Nr. 96001135                                         | 303 St. Andrew's Terrace 34° 32′ 22″ N, 90° 38′ 0″ W                                                                                           | Helena-West Helena   |                                         |
| 33    | New Light Missionary Baptist Church             |                                                 | 1995 ID-Nr. 95001410                                         | 522 Arkansas Street 34° 31′ 18″ N, 90° 35′ 25″ W                                                                                               | Helena-West Helena   |                                         |
| 34    | Perry Street Historic District                  |                                                 | 26. Nov. 1986 ID-Nr. 86002954                                | Perry Street zwischen Pecan Street und Franklin Street sowie Pecan Street zwischen Porter Street und Perry Street 34° 31′ 43″ N, 90° 35′ 21″ W | Helena-West Helena   |                                         |
| 35    | Phillips County Courthouse                      | Phillips County Courthouse                      | 1977 ID-Nr. 77000265                                         | 622 Cherry Street 34° 31′ 42″ N, 90° 35′ 6″ W                                                                                                  | Helena-West Helena   |                                         |
| 36    | Phillips County Penal Farm Historic District    |                                                 | 2007 ID-Nr. 06001268                                         | County Road 353 südlich des U.S. 49 34° 33′ 6″ N, 90° 48′ 11″ W                                                                                | Poplar Grove         |                                         |
| 37    | Jerome Bonaparte Pillow House                   | Jerome Bonaparte Pillow House                   | 1973 ID-Nr. 73000385                                         | 718 Perry Street 34° 31′ 44″ N, 90° 35′ 31″ W                                                                                                  | Helena-West Helena   |                                         |
| 38    | E.S. Ready House                                |                                                 | 1976 ID-Nr. 76000445                                         | 929 Beech Street 34° 31′ 55″ N, 90° 35′ 33″ W                                                                                                  | Helena-West Helena   |                                         |
| 39    | Richardson-Turner House                         |                                                 | 1998 ID-Nr. 98000583                                         | 1469 AR 1 34° 35′ 9″ N, 90° 47′ 17″ W | Lexa                 |                                         |
| 40    | St. Mary's Catholic Church                      |                                                 | 2007 ID-Nr. 06001278                                         | 123 Columbia Street 34° 31′ 28″ N, 90° 35′ 31″ W                                                                                               | Helena-West Helena   |                                         |
| 41    | William A. Short House                          |                                                 | 1985 ID-Nr. 85000833                                         | 317 Biscoe Street 34° 31′ 5″ N, 90° 35′ 31″ W                                                                                                  | Helena-West Helena   |                                         |
| 42    | Spirit of the American Doughboy Monument-Helena | Spirit of the American Doughboy Monument-Helena | 1997 ID-Nr. 97000455                                         | Cherry Street Ecke Perry Street 34° 31′ 42″ N, 90° 35′ 6″ W                                                                                    | Helena-West Helena   |                                         |
| 43    | William Nicholas Straub House                   |                                                 | 1985 ID-Nr. 85000834                                         | 531 Perry Street 34° 31′ 37″ N, 90° 35′ 31″ W                                                                                                  | Helena-West Helena   |                                         |
| 44    | James C. Tappan House                           |                                                 | 1973 ID-Nr. 73002270                                         | 717 Poplar Street 34° 31′ 46″ N, 90° 35′ 38″ W                                                                                                 | Helena-West Helena   |                                         |
| 45    | Maj. James Alexander Tappan House               |                                                 | 1974 ID-Nr. 74000493                                         | 727 Columbia Street 34° 31′ 59″ N, 90° 35′ 28″ W                                                                                               | Helena-West Helena   |                                         |
| 46    | Turner Historic District                        |                                                 | 2006 ID-Nr. 06000073                                         | Kreuzung von AR 318 und County Road 606 34° 29′ 31″ N, 90° 57′ 24″ W                                                                           | Cypert               |                                         |
| 47    | Warrens Bridge                                  |                                                 | 1995 ID-Nr. 95000612                                         | Brücke der County Road 14I über den Lambrook Levee Ditch 34° 20′ 9″ N, 91° 0′ 42″ W                                                            | Lambrook             |                                         |
| 48    | West House                                      |                                                 | 1983 ID-Nr. 83001163                                         | 229 Beech Street 34° 31′ 39″ N, 90° 35′ 33″ W                                                                                                  | Helena-West Helena   |                                         |
| 49    | White House                                     |                                                 | 1982 ID-Nr. 82000871                                         | 1015 Perry Street 34° 31′ 57″ N, 90° 35′ 56″ W                                                                                                 | Helena-West Helena   |                                         |

## Frühere Einträge
| [ 2 ] | Name                  | Bild | Eintragsdatum        | Lage                                              | Ort                  | Beschreibung |
| ----- | --------------------- | ---- | -------------------- | ------------------------------------------------- | -------------------- | ------------ |
| 1     | Barlow-Coolidge House |      | 1999 ID-Nr. 75000402 | 917 Ohio Street 34° 28′ 3″ N, 90° 50′ 25,6″ W     | Helena - West Helena |              |
| 2     | Short-Deisch House    |      | 2002 ID-Nr. 74000490 | 409 Biscoe Street 34° 31′ 54,9″ N, 90° 35′ 5,7″ W | Helena-West Helena   |              |